# 応乾
応乾（おうかん）は、五代十国時代の十国のひとつ南漢で用いられた元号。943年。

## 西暦・干支との対照表
| 応乾 | 元年  |
| 西暦 | 943年 |
| 干支 | 癸卯  |

| 前の元号 光天 | 中国の元号 南漢（五代十国時代） | 次の元号 乾和 |